# Martin Bresnick
Martin Bresnick (Bronx, 1946) è un compositore statunitense di musica classica contemporanea, colonne sonore e musica sperimentale.

## Formazione e inizio carriera
Bresnick è nato e cresciuto nel Bronx e si è laureato presso l'High School of Music and Art di New York. Ha studiato all'Università di Hartford (BA '67), alla Stanford University (MA '68, DMA '72) e all'Akademie für Musik di Vienna ('69 -'70) ed ha studiato composizione con John Chowning, György Ligeti e Gottfried von Einem. Ha continuato a insegnare al San Francisco Conservatory of Music, alla Stanford University e alla Yale School of Music.

## Carriera
Come professore a Yale, è stato un insegnante molto importante nella composizione contemporanea. Fra i suoi studenti sono annoverati Julia Wolfe e altri. Nel 2006 è stato eletto membro dell'American Academy of Arts and Letters, un'organizzazione che gli ha conferito il Charles Ives Living Award nel 1998. Il lavoro di Bresnick gli è valso molti premi nel corso degli anni, tra cui un Fulbright Fellowship, il Rome Prize, due National Endowment for the Arts e un Premio Ancona per la sua composizione del 1979 Conspiracies.
Le sue composizioni tendono ad essere concise e dirette nell'espressione. La maggior parte di esse sono composizioni da camera, tra cui tre quartetti d'archi (1968, 1984, 1992), un trio per pianoforte (1988),  ***  per clarinetto, viola e pianoforte (1997) e musica per diversi gruppi. Molte delle sue opere, che spaziano dal piano solista alla musica da camera e per orchestra, furono composte come un ciclo chiamato "Opere della Musica Povera" o "Works of a Poor Music".
La sua musica è stata registrata da Cantaloupe Music, Composers Recordings Incorporated, Centaur, New World Records, Artifact Music e Albany Records ed è pubblicata da Carl Fischer Music (NY), Bote and Bock, Berlin e CommonMuse Music Publishers, New Porto.

## Musica per cinema
Come compositore per film, ha contribuito con numerose partiture per documentari, tra cui Arthur e Lillie (1975) e The Day After Trinity (1980), entrambi nominati per il Premio Oscar. Ha inoltre composto la colonna sonora del pluripremiato documentario trasmesso dalla PBS Muhammad: Legacy of a Prophet, prodotto dalla Unity Productions Foundation.

## Vita privata
È sposato con la pianista Lisa Moore.

## Lavori più importanti

### Opera
- "My Friend's Story" un'opera in un prologo, 3 scene e un epilogo basato su una storia di Anton Chekhov[7]

### Oratorio
- "Passions of Bloom" per voci soliste, coro (SATB) e orchestra
- "Self-Portraits 1964, Unfinished", per voci soloste, coro (SATB) e saxofono quartetto

### Orchestra
- "Angelus Novus"[8]
- "Encore!"[9]
- "Falling" per orchestra e mezzosoprano[10]
- "Grace" per due marimba e orchestra[11]
- "Little Suite" per orchestra d'archi amatoriale[12]
- "Ocean of Storms"
- "On An Overgrown Path" (Janáček-Bresnick) per orchestra da camera[13]
- "ONE" per orchestra da camera[14]
- "Pan Penseroso" per flauto solo e orchestra[15]
- "Pontoosuc"[16]
- "Sinfonia"[17]
- "The Way It Goes"[18]
- "Wir Weben, Wir Weben" per orchestra d'archi[19]

### Grande gruppo
- "Ants" per quintetto di fiati, contrabbasso, percussioni, arpa, soprano, mezzosoprano, tenore, baritono solisti, 5 attori/mimi[20]
- "B.'s Garlands" per 8 violoncelli[21]
- "Bread & Salt" per 2 flauti, 2 oboi, 2 clarinetti, 2 fagotti, 2 sax, 2 corni, violoncello, contrabbasso[22]
- "Der Signál" per flauto, clarinetto, cornetta, trombone, viola, violoncello, contrabbasso, percussioni, soprano, contralto, mezzosoprano, narratore o nastro[23]
- "Fanfare" per 4 trombe, 4 corni, 4 tromboni[24]
- "Fantasia on a Theme by Willie Dixon" per vibrafono, clarinetto, batteria, pianoforte, organo elettrico, violino, chitarra elettrica[25]
- "Introit" per 2 flauti, 2 oboi, 2 clarinetti, 2 fagotti, 4 corni, 2 trombe, 2 tromboni[26]
- "Musica" per 2 flauti, 2 oboi, 2 clarinetti, 2 fagotti, 4 corni, 2 trombe, 2 tromboni[27]
- "Parisot" per 12 violoncelli

### Piccolo gruppo
- "***" (Tre Stelle) per clarinetto, viola (opzionale violino) e pianoforte[28]
- "Un messaggio dell'imperatore" per due percussionisti parlanti marimba, vibrafono, quattro piccoli amplificatori di batteria, se necessario[29]
- "E ho sempre pensato" per clarinetto, violino e pianoforte[30]
- "Ballad" per violoncello e pianoforte[31]
- "BE JUST!" per clarinetto, violoncello, contrabbasso, chitarra, pianoforte, percussioni[32]
- "Bird as Prophet" per violino e pianoforte[33]
- "The Bucket Rider"[34]
- "Capricho Nuevo" per clarinetto, sax alto, percussioni, vibrafono, pianoforte, violino, contrabbasso[35]
- "Caprichos Enfaticos: Los Desastres de la Guerra" per pianoforte e quartetto di percussioni[36]
- "Cospirazioni" per flauto solo e altri quattro flauti
- "Elan's Blues" per violino, violoncello, pianoforte[37]
- "Everything Must Go" per il quartetto di sassofoni[38]
- "Everything Must Go" per il quartetto di trombone[39]
- "Follow Your Leader" per clarinetto basso, fagotto, percussioni, pianoforte, violino, viola, violoncello; o clarinetto basso, fagotto, barisax, percussioni, piano, synth, violino
- "Going Home" (Vysoke, My Jerusalem) per oboe, violino, viola, violoncello[40]
- "Grace" per 2 marimbas e pianoforte[41]
- "Lavoro manuale" per 2 pianoforti
- "High Art" per ottavino e pianoforte (opz. Pianoforte giocattolo)[42]
- "Just Time" per il quintetto dei legni[43]
- "La Gaya Scienza" per Brass Quintet (Bass Trombone) e Timpani
- "My Twentieth Century" per flauto, clarinetto, violino, viola, violoncello, pianoforte[44]
- "Pan Penseroso" (Versione 3) per flauto con multifunzione e pianoforte[45]
- "Pan Penseroso" (Versione 4) per 2 flauti e pianoforte[46]
- "Pigs & Fishes" per clarinetto, fagotto, percussioni, pianoforte, violino, viola, violoncello[47]
- "Pine Eyes" per narratore, 2 percussioni, clarinetto / clarinetto basso in Sib, pianoforte[48]
- "Prayers Remain Forever" per violoncello e pianoforte[49]
- "Song of the Mouse People" per violoncello e vibrafono[50]
- "String Quartet No. 1"
- "String Quartet No. 2" (Bucefalo)[51]
- "String Quartet No. 3"
- "Tent of Miracles" per sax solitario baritono, nastro; o clarinetto basso solo, nastro; o fagotto solista, nastro; o solo sax baritono e tre sax baritono; o clarinetto basso solista e tre clarinetti bassi; o fagotto solista e tre fagotti[52]
- "Trio" per 2 trombe e pianoforte
- "Trio" per violino, violoncello e pianoforte[53]
- "Tucket" per clarinetto basso, fagotto, percussioni, pianoforte, violino, viola, violoncello; o clarinetto basso, fagotto, sax baritono, percussioni, piano, synth., violino; o quintetto di ottoni
- "Willie's Way" per il quintetto dei legni[54]
- "Wir Weben, Wir Weben" per il sestetto di archi[55]

### Composizioni per solista
- "Bag O 'Tells" per mandolino[56]
- "Bundists" (Robert, György and Me) per pianoforte[57]
- "Cospirazioni" per flauto e nastro
- "Extrana Devocion" (Strange Devotion) per pianoforte
- "For the Sexes: The Gates of Paradise" per pianoforte e proiezioni di DVD[58]
- "Four Short Piano Pieces" per pianoforte[59]
- "Ishi's Song" per pianoforte[60]
- "Joaquin sta sognando" per chitarra[61]
- "Josephine, the Singer" per violino[62]
- "Lady Neil's Dumpe" per sintetizzatore digitale CX7; TX 816 guidato da Mac[63]
- "On an Overgrown Path" per chitarra solista
- "Strange Devotion" per pianoforte[64]
- "Tent of Miracles" per sax baritono e nastro; o clarinetto basso solista e nastro; o assolo di fagotto e nastro
- "Il sogno del viaggiatore perduto" per pianoforte[65]
- "Tema e variazioni" per oboe[66]
- "Tre Intermezzi" per violoncello
- "Willie's Way" per pianoforte solo[67]

### Composizioni per voce
- "Falling" per mezzosoprano e pianoforte[68]
- "New Haven" per coro SATB a cappella[69]
- "The Human Abstract" per mezzosoprano e pianoforte
- "Three Choral Songs" per coro SATB a cappella[70]
- "Where is the Way" per coro SATB a cappella[71]
- "Woodstock" per coro SATB a cappella[72]

## Registrazioni
Tutte le seguenti registrazioni includono Martin Bresnick
- 2017: Parisot[73]
  - "Parisot" (Ashley Bathgate, cello)
- 2014: Prayers Remain Forever[74] Starkland
  - "Going Home - Vysoke, My Jerusalem" (Interpretata da Double Entendre)
  - "Ishi's Song" (Interpretata da Lisa Moore)
  - "Josephine The Singer" (Interpretata da Sarita Kwok)
  - "Strange Devotion" (Interpretata da Lisa Moore)
  - "A Message From the Emperor" (Interpretata da Michael Compitello and Ian Rosenbaum)
  - "Prayers Remain Forever" (Interpretata da Lisa Moore and Ashley Bathgate)
- 2011: Caprichos Enfáticos  Cantaloupe Music (Interpretata da Lisa Moore and So Percussion)
  - "Farándula simple (Farandole simple)"
  - "Farándula de charlatanes – No saben el camino (Farandole of charlatans – They don’t know the way.)"
  - "Estragos de la guerra (Ravages of war)"
  - "Farándula de políticos – Contra el bien general (Farandole of politicians – Against the common good.)"
  - "Farándula de populacho  (Farandole of the rabble)"
  - "¡Extraña Devoción! (Strange devotion!)"
  - "Farándula de creyentes – Nada. Ello lo dice (Farandole of believers - Nothing. That is what it says.)"
  - "Farándula doble (Farandole double)"
- 2010: Every Thing Must Go. Albany Records.
  - Willie's Way" (Interpretata da Lisa Moore)
  - Falling (Interpretata da Abigail Nims and Wei-yi Yang)
  - Ballade (Interpretata da Ashley Bathgate and Lisa Moore)
  - Three Choral Songs (Interpretata da the Yale Camerata)
  - Every Thing Must Go (Interpretata da the Prism Saxophone Quartet)
- 2006: The Essential Martin Bresnick. Cantaloupe Music.
  - Quartetto d'archi #2 "Bucephalus" (Interpretata da the Flux Quartet)
  - Trio for piano, violin, and violoncello (Interpretata da the Jupiter Trio)
  - The Bucket Rider (Interpretata da the Bang on a Can All-Stars)
  - BE JUST! (Interpretata da the Bang on a Can All-Stars)
  - For the Sexes: The Gates of Paradise (DVD: Interpretata da Lisa Moore)
- 2005: Martin Bresnick: My 20th Century. New World Records.
  - Grace
  - Tent of Miracles
  - Songs of the Mouse People
  - Fantasia on a Theme by Willie Dixon
  - My Twentieth Century
- 2003: High Art: Chamber Music for Solo Flute.  Albany Records.
  - High Art
- 2000: Martin Bresnick: Works of a Poor Music. CRI.
  - Tucket
  - Follow Your Leader
  - Pigs & Fishes
  - New Haven
  - Woodstock
  - Angelus Novus
  - The Bucket Rider!
  - BE JUST!
  - The Dream of the Lost Traveller
  - Pine Eyes
  - Bird as Prophet
- 2000: Conspirare: Chamber Music for Solo Flute. CRI.
  - Conspiracies
- 1995: Martin Bresnick: Music for Strings. CRI.
  - Quartetto d'archi No. 2 "Bucephalus"
  - Wir Weben, Wir Weben
  - B.'s Garlands
  - Quartetto d'archi No. 3
- 1995: Long Distance. CRI.
  - Bag O' Tells
- 1994: The Monticello Trio: Bresnick, Ives and Shatin. CRI.
  - Trio
- 1993: CDCM Computer Music Series Vol. 2. Centaur Records.
  - Lady Neil's Dumpe
- 1992: New York Woodwind Quintet Plays Bresnick, Powell, Roseman, Shapey. New World Records.
  - Just Time